# Szakál Attila
Szakál Attila (1970-) magyar koreográfus, rendező, díszlet- és látványtervező.

## Életpályája
1992-ben a Nemzeti Művelődési Intézet jogelődjében, az Országos Közművelődési Központban végzett társastánc oktatóként, majd 1995-ben a Testnevelési Egyetem Továbbképző központjában akrobatikus Rock’n’Roll edzői oklevelet szerzett. Ezt követően 2008-ig volt a Testnevelési Egyetem Továbbképző Központjának oktatója és vizsgáztatója akrobatikus Rock’n’Roll sportágban. 1996-tól a Veszprémi Petőfi Színházban volt szerződésben. 2001-ben itt kapta az első koreográfusi feladatát (Horváth Péter rendezésében Tersánszky Józsi Jenő: Kakuk Marci című vígjátékában). 2001-től a Stefánián működött Fiatalok Színházához is csatlakozott, ahol táncművész szerepek mellett koreográfusi feladatokat is kapott. 2003-tól a székesfehérvári Vörösmarty Színház táncművésze, koreográfusa és tánckarvezetője lett. 2008-ban Bujtor István, a Veszprémi Petőfi Színház egykori igazgatója felkérésére összeállított egy musical show-t SingSingSing címmel, amelyet 2009. március 1-én mutatott be a Petőfi Színház. Táncosként négy évig volt a magyar válogatott tagja, utána többszörös magyar bajnok táncosok és a magyar felnőtt válogatott edzőjeként is dolgozott. Körbeutazta a világot: közel 300 nemzetközi eseményen vett részt, számtalan hazai és nemzetközi esemény rendezésében vállalt szerepet. 2006-2009 között a Táncművészeti Főiskola divattánc-tanára volt. 2009-től szabadúszóként dolgozott tovább többek között a Veszprémi Petőfi Színházban, a Budapesti Operettszínházban, a Nyíregyházi Móricz Zsigmond Színházan és 2012-től a Soproni Petőfi Színházban.

## Tanulmányai
- 1994-1987 Porcelánfestő - (Kínai minták festészete) Herend
- 1991 Érettségi
- 1992 Társastánc oktató (Magyar Művelődési Intézet)
- 1995 Középfokú edző (Testnevelési Egyetem, Akrobatikus Rock'n'Roll sportág)
- 1994 Közigazgatási alapvizsga
- 2001 IDO (International Dance Organization) Nemzetközi bíró
- 2002 WRRC (World Rock'n'Roll Confederation) Nemzetközi bíró (Pool Judge)
- 2009 Magyar Táncművészeti Egyetem Divattánc, pedagógus szak
- 2018 Kulturális Manager (Soter-Line, Közművelődési Szakember I.)
- 2020 Informatikai Rendszergazda (Soter-Line)

## Színházi munkái
- Leonard Bernstein: West Side Story… Pepe
- Georg Kreisler: Lola Blau… koreográfus
- Tersánszky Józsi Jenő: Kakuk Marci… koreográfus
- Eszenyi-Böhm: Combok Csókja… táncművész
- Ravel-Vukán-Kármer: Bolero… táncművész
- Galt MacDermot: Hair… koreográfus asszisztens, táncművész
- Együtt a banda – Musical Show… koreográfus, táncművész
- Szomor: Diótörő és Egérkirály… koreográfus, táncművész
- John Kander: Chicago… koreográfus, táncművész
- Vadnai László: Tisztelt Ház… koreográfus
- Pavel Kohout: 80 nap alatt a föld körül… koreográfus
- Pierre-Augustin Caron de Beaumarchais: Figaro házassága… koreográfus, táncművész
- Döme-Szurdi-Szakál: Kísértet Tangó… alkotó, koreográfus, táncművész
- Elton John: Aida... koreográfus
- Bertolt Brecht: Koldus Opera… koreográfus, színész
- Pozsgai Zsolt: Copperfield Dávid… koreográfus
- SingSingSing Musical Show… rendező, koreográfus
- Verebes István: Remix… koreográfus
- Szabó Magda: Régimódi történet… koreográfus
- SingSingSing 2 Musical Show… rendező, koreográfus, díszlettervező
- Jim Milan: Scooby Doo live show… rendező (Warner Bros)
- SingSingSing 3 Musical Show… rendező, koreográfus
- Lehár Ferenc: A Víg özvegy… szólótáncos
- Andrew Lloyd Webber: Evita… koreográfus, szólótáncos
- Marvin Hamlisch: Zene, New York, Szerelem… koreográfus
- Jim Jacobs: Grease Musical… Rock’n’Roll szakértő
- Charles Stouse: Virágot Algernonnak… koreográfus
- Szarka Gyula: Álmos legendája – Balett előadás… látványtervező
- Dés László: Dzsungel Könyve… koreográfus
- William Shakespeare: Macbeth… fényterv
- Elton John: AIDA... koreográfus, díszlettervező
- Vasily Bogatyrev: Masha és a Medve... Rendező, koreográfus
- A szving meg a tangó… tangó-koreográfus
- Mesés Musicalek – Musical Show… rendező, koreográfus, díszlettervező
- Presser Gábor: A padlás… koreográfus, szcenikus
- Szarka Gyula: Isten Komédiása… koreográfus
- Hunyadi Sándor: A három sárkány... koreográfus
- Herkules meg a többiek - mesebalett... díszlet- és látványtervező

## Filmek
- Magyarország, szeretlek! – Game Show – Önmaga
- Aranyélet – TV series – Security Guy
- Zipi y Zape 2 – Comedy – Choreographer and Actor